# 银座 (科罗拉多州)
银座（英語：Silverthorne），是美国科罗拉多州萨米特县下属的一座城市。建市于1967年9月5日，面积大约为4.031平方英里（10.439平方公里）。根据2010年美国人口普查，该市有人口3,887人。2011年估计该市有人口3,876人，相比2010年人口增长率为-0.28%。同时，论人口该市是科罗拉多州第86大城市。